# Głazów (województwo świętokrzyskie)
Głazów – wieś sołecka w Polsce położona w województwie świętokrzyskim, w powiecie sandomierskim, w gminie Obrazów.
Prywatna wieś duchowna położona była w drugiej połowie XVI wieku w powiecie sandomierskim województwa sandomierskiego.
W latach 1954–1959 wieś należała i była siedzibą władz gromady Głazów, po jej zniesieniu w gromadzie Obrazów. W latach 1975–1998 miejscowość administracyjnie należała do województwa tarnobrzeskiego.
Przez miejscowość przebiega droga krajowa nr 77 z Lipnika do Przemyśla.

## Historia
Głazów, wieś  w powiecie sandomierskim, parafii Obrazów.
Żegota, kasztelan krakowski nadaje r. 1292 klasztorowi św. Ducha w Krakowie, wsie: Życ, Głazów i las Zawierzbie.
Wieś Głazów otrzymał Żegota od Falisława „de Zadowe” jako zadośćuczynienie „pro satiafactione neptis noatre, quam peccatis exii gentibue interfeeit” (Kod. Małop. II, 185). Wedle Długosza (L.B. t. II s. 352, 111, 53), była to wieś królewska, dana przez Kazimierza Wielkiego drogą zamiany za Mąkoszyn, szpitalowi św. Ducha w Sandomierzu. Miała 12 łanów kmiecych, karczmę, folwark, dające dziesięcinę (do 12 groszy), kościołowi w Obrazowie. Istniały tu kopalnie ołowiu (montes plumbei).
Do końca II wojny światowej należał do ziemiańskiej rodziny Strużyńskich. W dawnym dworze znajduje się dzisiaj szkoła podstawowa.

## Zabytki
Park dworski, wpisany do rejestru zabytków nieruchomych (nr rej.: A.704 z 25.10.1991).